# Печера Юшиної Є. П.
Печера Юшиної Є. П. (рос. Юшиной Е. П.) — печера в Башкортостані, Росія. Печера вертикального типу простягання. Загальна протяжність — 34 м. Глибина печери становить 34 м. Категорія складності проходження ходів печери — 1. Печера відноситься до Кутукського підрайону Бельсько-Нугуського району Південної області Західноуральської спелеологічної провінції.